# Palaubrilvogel
De palaubrilvogel (Zosterops finschii) is een zangvogel uit de familie Zosteropidae (brilvogels). Deze vogel is genoemd naar de Duitse ornitholoog Friedrich Hermann Otto Finsch.

## Verspreiding en leefgebied
Deze soort is endemisch in Palau, een eilandnatie in de Carolinen in Micronesië.

## Status
De grootte van de populatie is niet gekwantificeerd maar de soort wordt omschreven als algemeen. Op de Rode lijst van de IUCN heeft deze soort de status niet bedreigd.